# Xu Zhijian
| 546756 Sunguoyou       | 9 dicembre 2010  |
| 546842 Ruanjiangao     | 21 dicembre 2011 |
| 546845 Wulumuqiyizhong | 21 dicembre 2011 |
| 546846 Sunpeiyuan      | 9 gennaio 2011   |
| 657932 Cuichenzhou     | 18 febbraio 2017 |
| 729034 Yinqiang        | 26 dicembre 2010 |

Xu Zhijian (徐智坚T, Xu ZhijianP; Nanchino, 1989) è un astronomo cinese.
Il Minor Planet Center gli accredita le scoperte di quattro asteroidi, effettuate tra il 2010 e il 2011, tutte in collaborazione con Gao Xing.
Gli è stato dedicato l'asteroide 546843 Xuzhijian.